# アフリカワシミミズク
アフリカワシミミズク（阿弗利加鷲木菟、学名：Bubo africanus）は、フクロウ目フクロウ科に分類される鳥。

## 分布
- 中央アフリカ以南、オマーン、イエメン、サウジアラビアの一部

## 形態
全長35-45cmと、ワシミミズク属の中では小型。体は全体的に灰色または茶色で、胸部から腹部にかけては縞模様がある。頭部に耳状の羽毛（羽角）を持ち、虹彩は鮮やかな黄色。嘴は黒く、脚と爪はあまり大きくない。
通常足の指は前に2本後ろに2本だが、多少前後に動く為、状況により前3本後ろ1本に見えることもある。

## 生態
サバンナ、オアシス、森林などに生息する。
食性は動物食で、昆虫、蛛形類、爬虫類、鳥類、小型哺乳類などを捕食する。